# Дуейн Макдъфи
Дуейн Глен Макдъфи (на английски: Dwayne Glenn McDuffie) (20 февруари 1962 г. – 21 февруари 2011 г.) е американски комиксов писател и телевизионен сценарист.
Най-известен е с работата си по „Статичен шок“, „Лигата на справедливостта“, „Лигата на справедливостта без граници“ и „Бен 10“.

## Личен и смърт
Макдъфи умира от усложнения при спешна операция на сърцето на 21 февруари 2011 г. в Бърбанк, един ден след рождения си ден.
До смъртта си има 2-годишен брак с писателката на комикси и видео игри Шарлот Фулъртън.